# Крістіна Баннікова
Крістіна Баннікова (ест. Kristina Bannikova; нар. 15 червня 1991) — естонська футболістка, півзахисниця клубу «Пярну» та жіночої збірної Естонії.

## Клубна кар'єра
Народилася 1991 року в Пярну. Дорослу футбольну кар'єру розпочала 2011 року (у віці 20 років) в клубі вищого дивізіону естонського чемпіонату «Таммека» (Тарту). В Мейстерлізі дебютувала 9 квітня в програному (0:2) домашньому поєдинку проти «Нимме Калью». Своїми першими двома голами відзначилася 19 червня, у переможному (4:1) домашньому поєдинку Мейстерліги проти «Нарви Транс». За два роки, проведені в «Таммеці», відзначився 11-ма голами в 38-ми матчах.
У 2013 році перейшла до «Пярну». Дебютувала за нову команду 6 квітня у Суперкубку у переможному (5:0) поєдинку проти «Левадії» (Таллінн). Крістіна вийшла в стартовому складі, а на 44-й хвилині відзначилася голом (встановила рахунок 3:0). Зіграла 6 сезонів у «Пярну», відзначилася 77-ма голами в 102-х матчах, виграла 5 чемпіонатів Естонії, 3 кубки Естонії та 5 Суперкубків Естонії. У серпні 2013 року дебютувала в переможному (3:1) поєдинки кваліфікації жіночої Ліги чемпіонів проти грецького ПАОКа (Салоніки). Пройшла кваліфікаційний раунд як одна з 2 найкращих команд (посіла друге місце на груповому етапі). В 1/8 фіналу ліги чемпіонів програли з загальним рахунком (0:27) проти німецького «Вольфсбурга».
Влітку 2018 року переїхала до Італії, де стала гравчинею «Наполі» з новоствореної Серії С. На той час у команді вже грали дві естонки, Енелі Куттер і Лізетт Таммік.
У липні 2019 року повернулася до Естонії, де стала гравчинею «Пярну».

## Кар'єра в збірній
До дівочих та молодіжних збірних Естонії не викликалася. У футболці національної збірної Естонії дебютувала 20 березня 2013 року в нічийному (1:1) товариському поєдинку проти Люксембургу в Мерцигу. Першим голом за національну команду (встановила рахунок 1:0) відзначилася 25 серпня того ж року, у переможному (4:0) поєдинку Балтійського кубку проти Литви.

## Стиль гри
Грає на позиції вінґера, майстерно використовує простір на швидкості.

## Статистика виступів

### Клубна
Statistiche aggiornate al 3 agosto 2018.
| Сезон             | Команда           | Чемпіонат         | Чемпіонат | Чемпіонат | Нац. кубок | Нац. кубок | Нац. кубок | Конт. кубок | Конт. кубок | Конт. кубок | Інші кубки | Інші кубки | Інші кубки | Загалом | Загалом |
| Сезон             | Команда           | Змаг.             | Матчі     | Голи      | Змаг.      | Матчі      | Голи       | Змаг.       | Матчі       | Голи        | Змаг.      | Матчі      | Голи       | Матчі   | Голи    |
| ----------------- | ----------------- | ----------------- | --------- | --------- | ---------- | ---------- | ---------- | ----------- | ----------- | ----------- | ---------- | ---------- | ---------- | ------- | ------- |
| 2018-2019         | «Наполі»          | C                 | 0         | 0         | -          | -          | -          | -           | -           | -           | -          | -          | -          | 0       | 0       |
| Усього за кар'єру | Усього за кар'єру | Усього за кар'єру | 0         | 0         | -          | 0          | 0          | -           | -           | -           | -          | -          | -          | 0       | 0       |

## Досягнення

### Клубні
«Пярну»
- Мейстерліга
  -  Чемпіон (5): 2013, 2014, 2015, 2016, 2017

- Кубок Естонії
  -  Володар (3): 2014, 2015, 2017

- Супреркубок Естонії
  -  Володар (5): 2013, 2014, 2015, 2016, 2017